# Bâgé-le-Châtel
Bâgé-le-Châtel ist eine französische Kleinstadt mit 987 Einwohnern (Stand 1. Januar 2022) im Département Ain in der Region Auvergne-Rhône-Alpes. Sie gehört zum Kanton Replonges im Arrondissement Bourg-en-Bresse.

## Geografie
Der Ort liegt in der Landschaft Bresse, rund zehn Kilometer östlich von Mâcon.

## Geschichte
Der Name Bâgé stammte von einem gallo-römischen Landhaus, welches einem gewissen Balgiasius gehörte.
Im Mittelalter sind in der Herrschaft der Seigneurs de Bâgé drei Pfarreien entstanden: Bâgé-le-Châtel in der Nähe der Burg, Saint-André-de-Bâgé, mit einer von den Freiherren erbauten Kirche und Bâgé-la-Ville (seit 2018: Bâgé-Dommartin), im Gebiet des gemeinen Volkes. Alle diese Ansiedlungen gelten heute als eigenständige Gemeinden.
Bâgé war bis 1272 der Hauptort der Landschaft Bresse, kam dann aber als Mitgift zur Grafschaft Savoyen, als das Geschlecht Bâgé in männlicher Linie ausstarb und Alleinerbin Sibylle de Bâgé Amadeus V. von Savoyen heiratete. In der Folge konnte sich Bâgé nur schlecht gegen den neuen 20 Kilometer östlich gelegenen Hauptort Bourg behaupten, war dieser doch ebenfalls befestigt und mit damals bereits 3400 Einwohnern bedeutender.
Bâgé-le-Châtel, ehemals eine Marktstadt, die bis in die Mitte des 20. Jahrhunderts zahlreiche Besucher aus der ländlichen Umgebung anzog, wird heute nicht selten als ein Trabantenort von Mâcon angesehen. Geblieben ist ein konzentrisch angelegter Dorfkern mittelalterlicher Herkunft mit einigen Resten der Ortsmauer und zwei Wachtürmen aus rotem Backstein.

### Bevölkerungsentwicklung
| Jahr                       | 1962 | 1968 | 1975 | 1982 | 1990 | 1999 | 2011 | 2020 |
| Einwohner                  | 509  | 568  | 588  | 669  | 751  | 762  | 786  | 977  |
| Quellen: Cassini und INSEE |      |      |      |      |      |      |      |      |

## Sehenswürdigkeiten
- Ortsmauer aus Backstein, seit 1929 unter Denkmalschutz
- altes Krankenhaus Hôpital-Hospice, seit 1980 unter Denkmalschutz
- Schlösser Châteaux de Montépin und Châteaux La Griffonière, aus dem 15. Jahrhundert
- Schloss Château des sires de Bâgé aus dem 19. Jahrhundert, errichtet auf den Überresten der Burg aus dem 14. Jahrhundert
- Kirche Église de l’Assomption („Mariä Himmelfahrt“) mit ihrem 35 Meter hohen Glockenturm

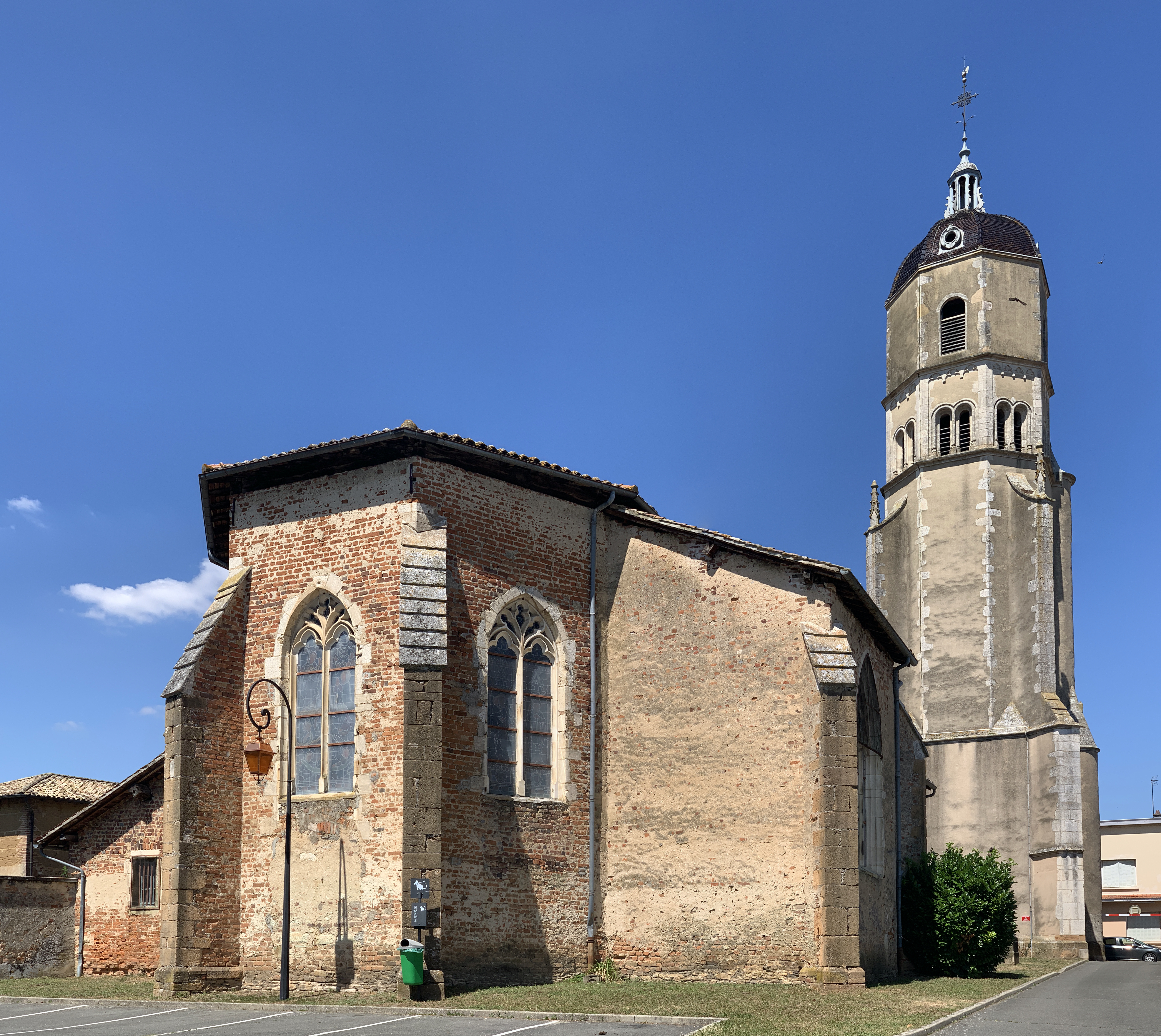
Kirche Mariä Himmelfahrt
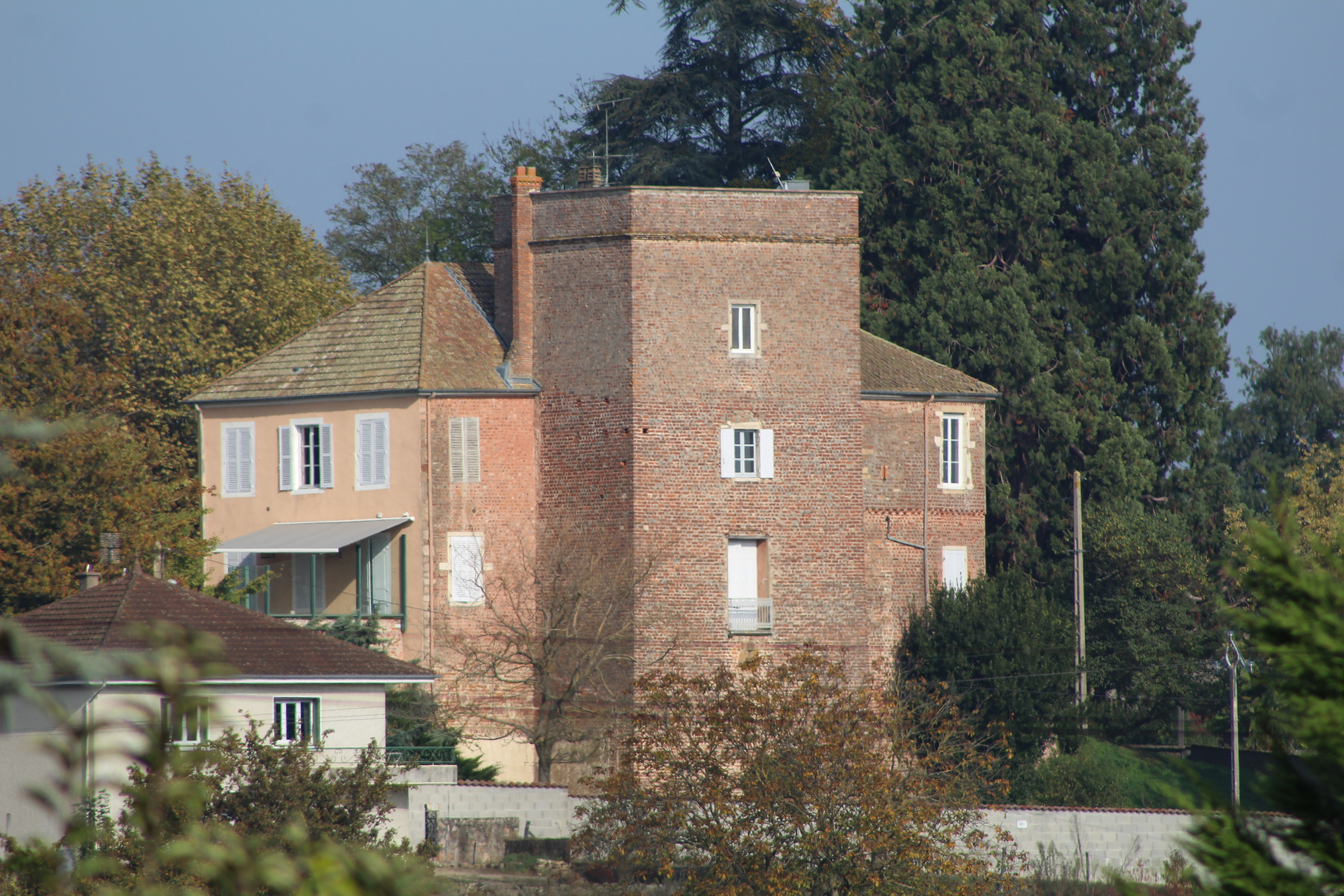
Schloss Sires de Bâgé
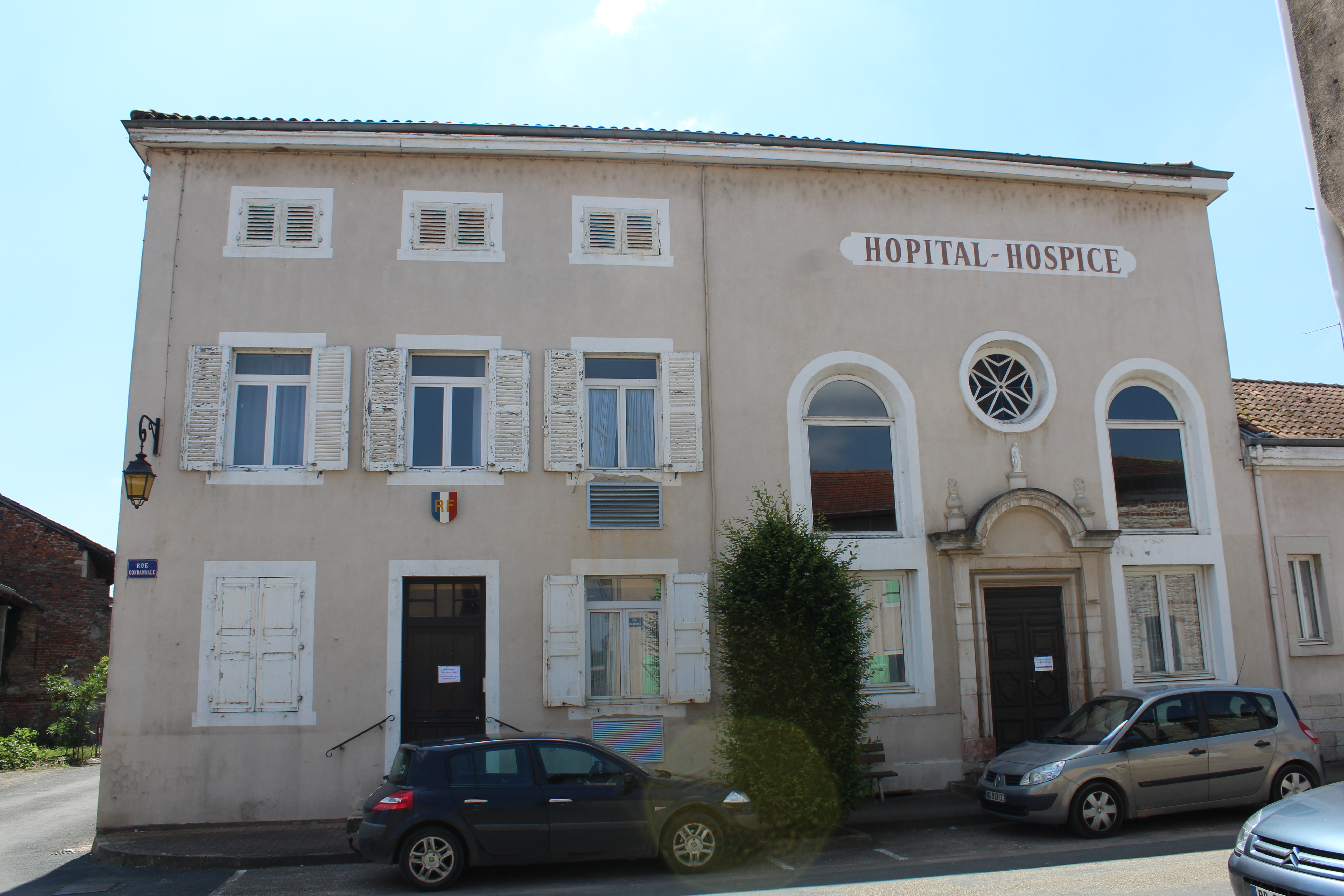
Hôpital-Hospice
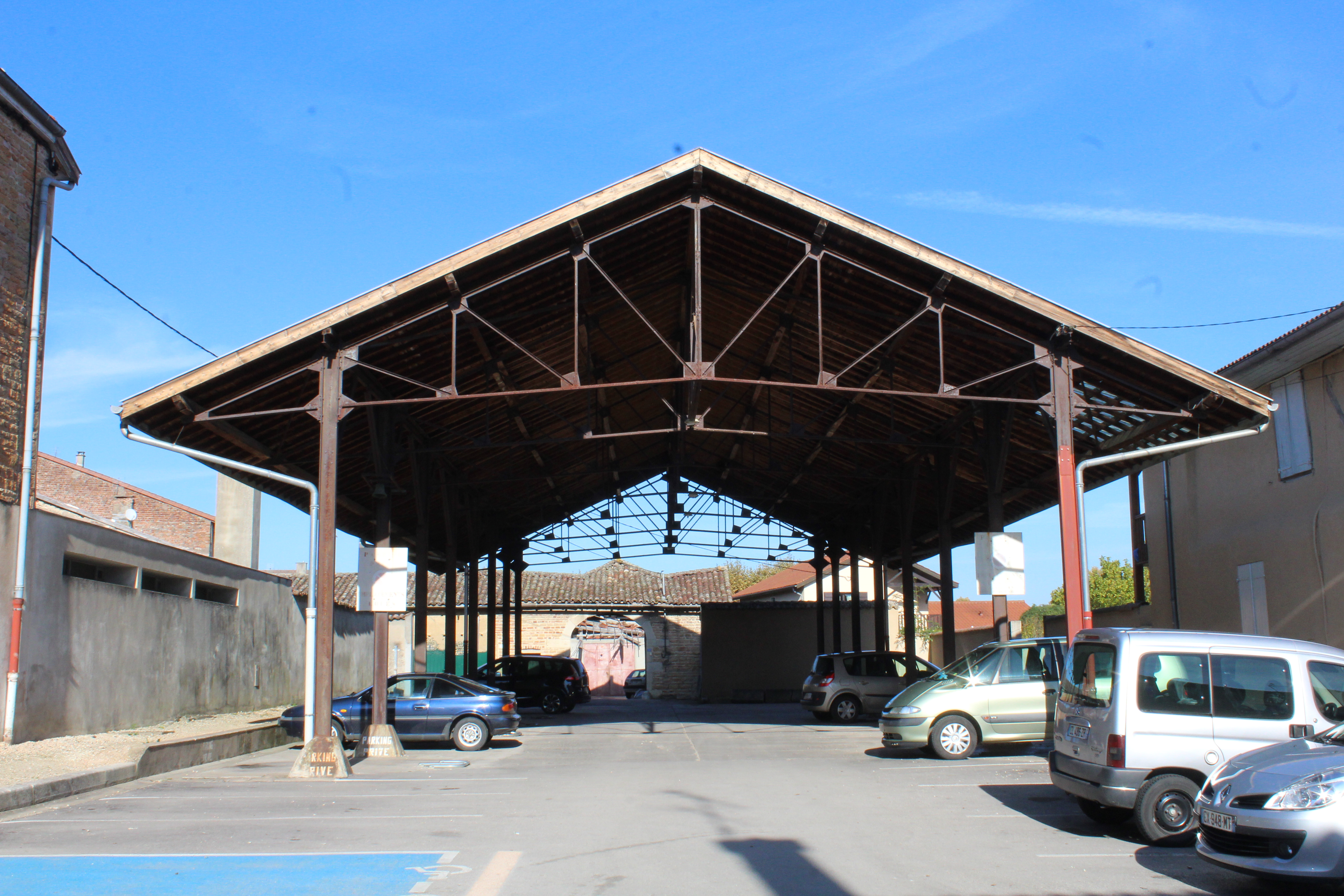
Ehemalige Markthalle
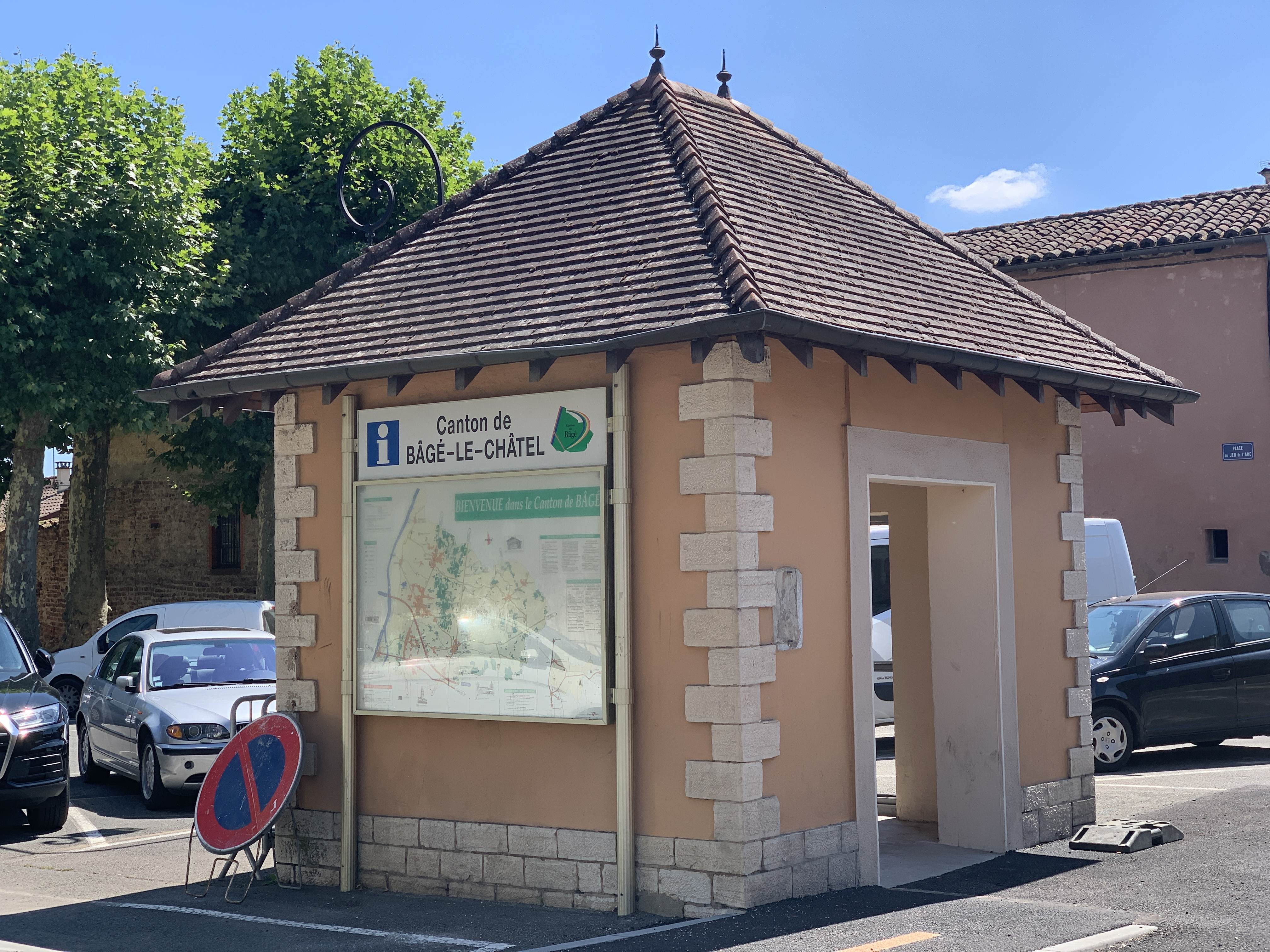
Ehemalige öffentliche Waage

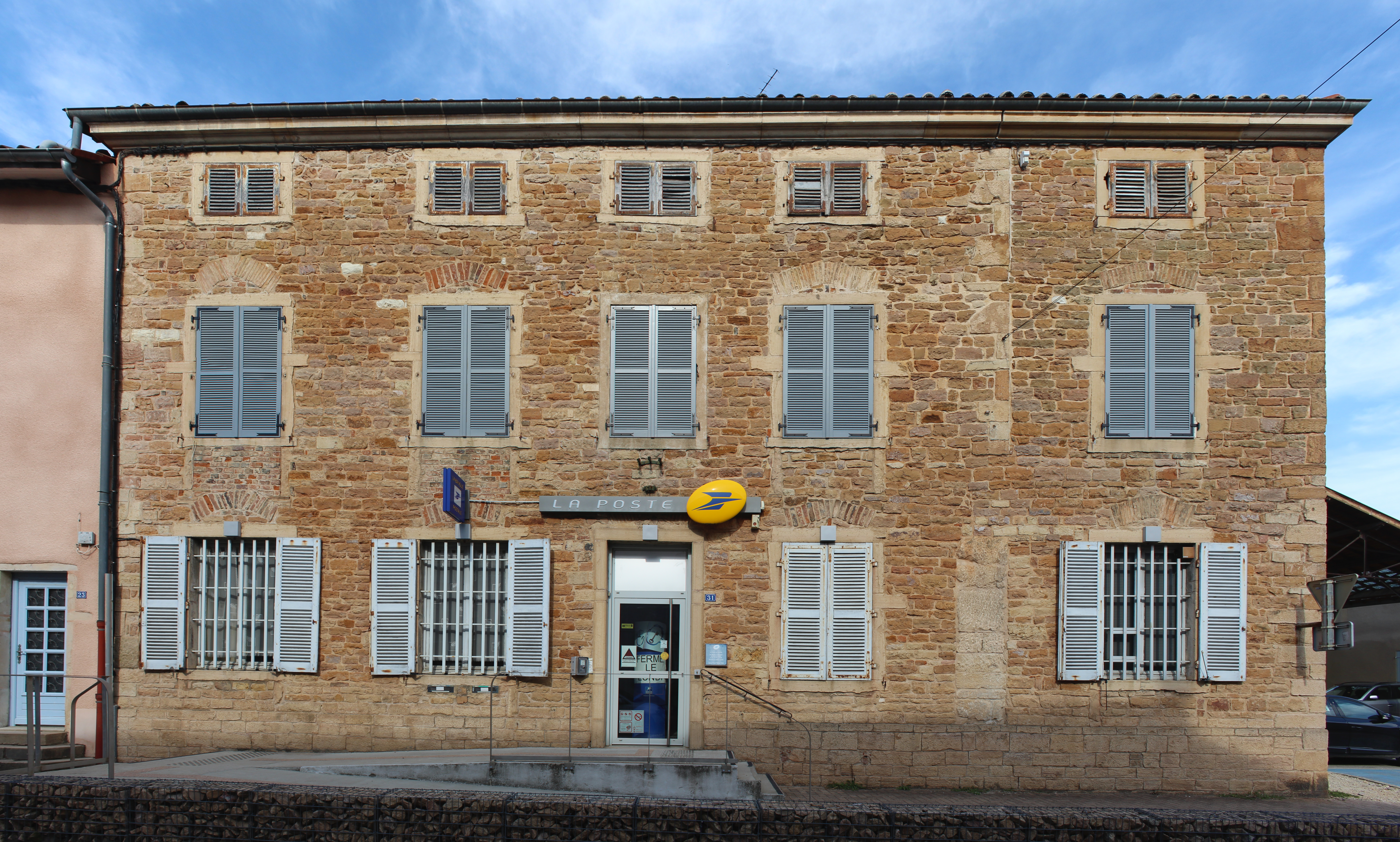
Postamt
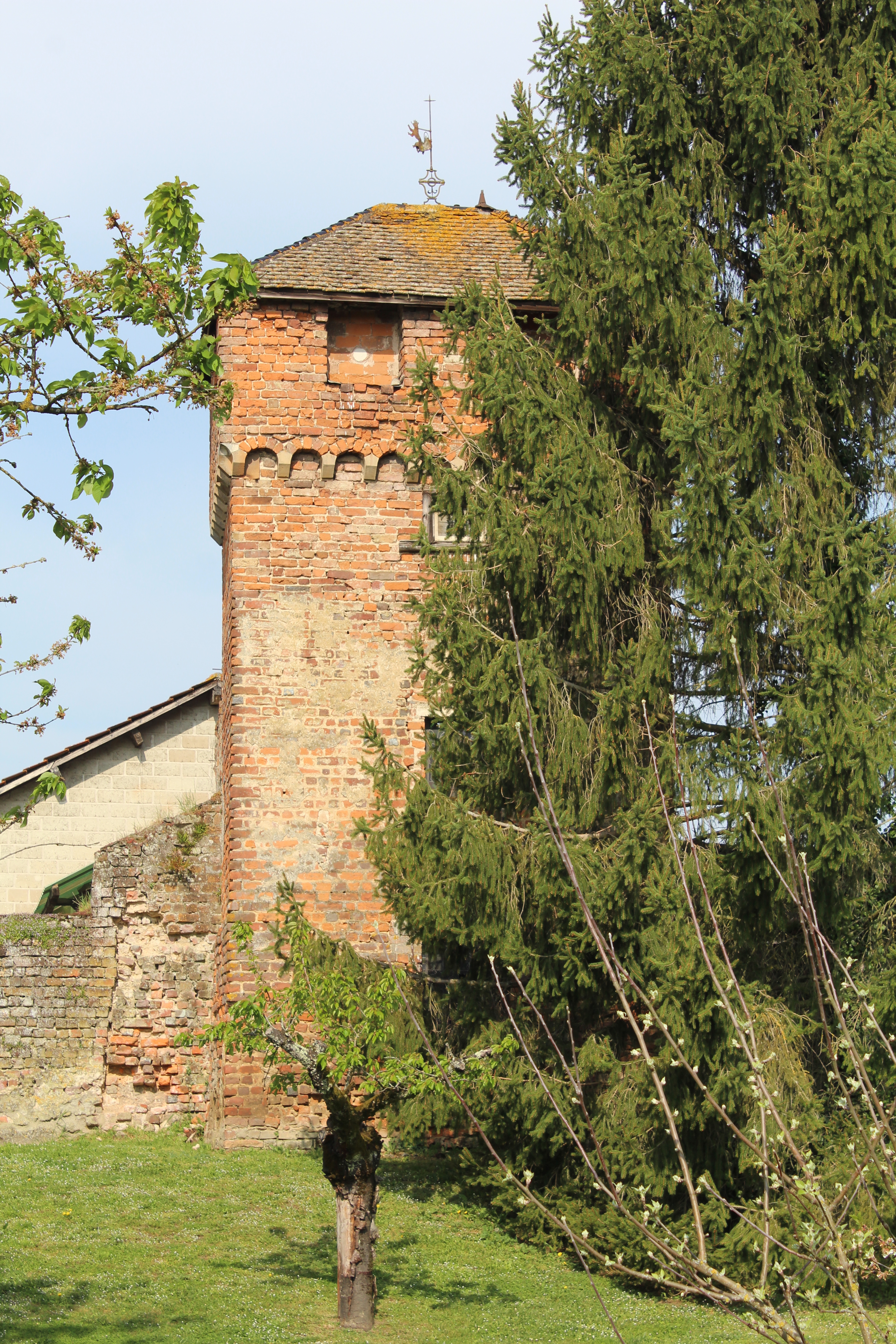
Alter Wachturm
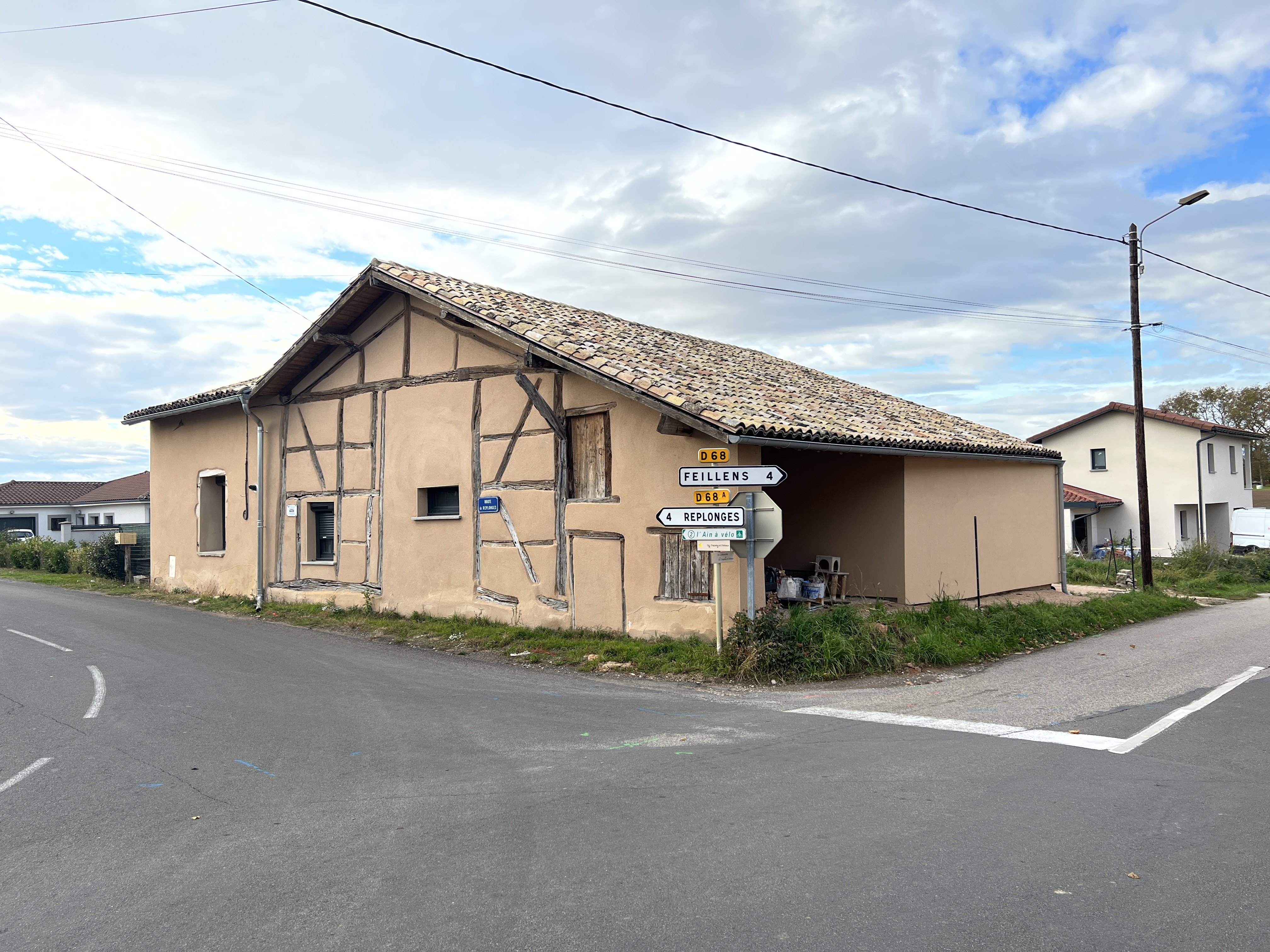
Alte Ausspanne
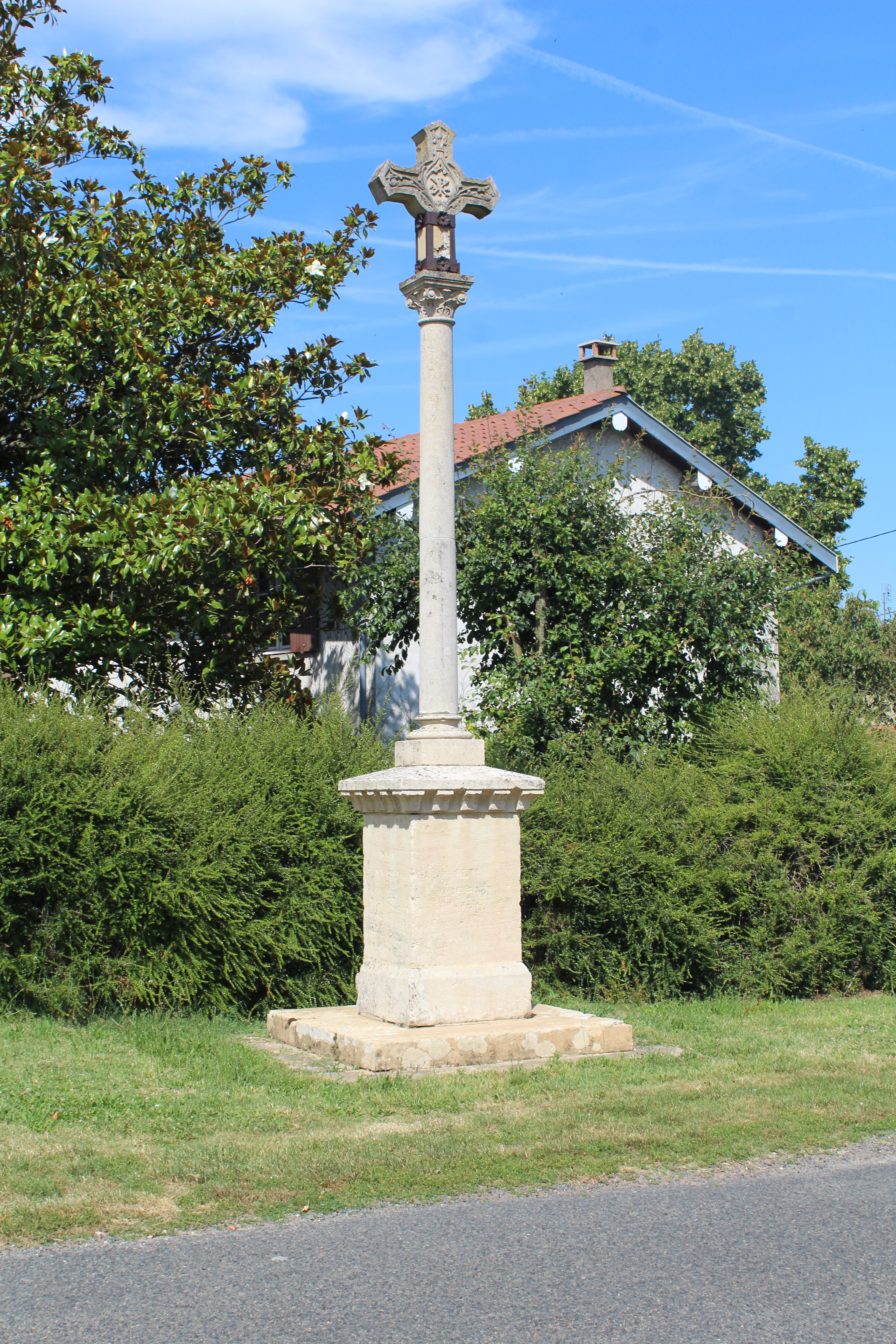
Monumentalkreuz in der Rue de l’horloge
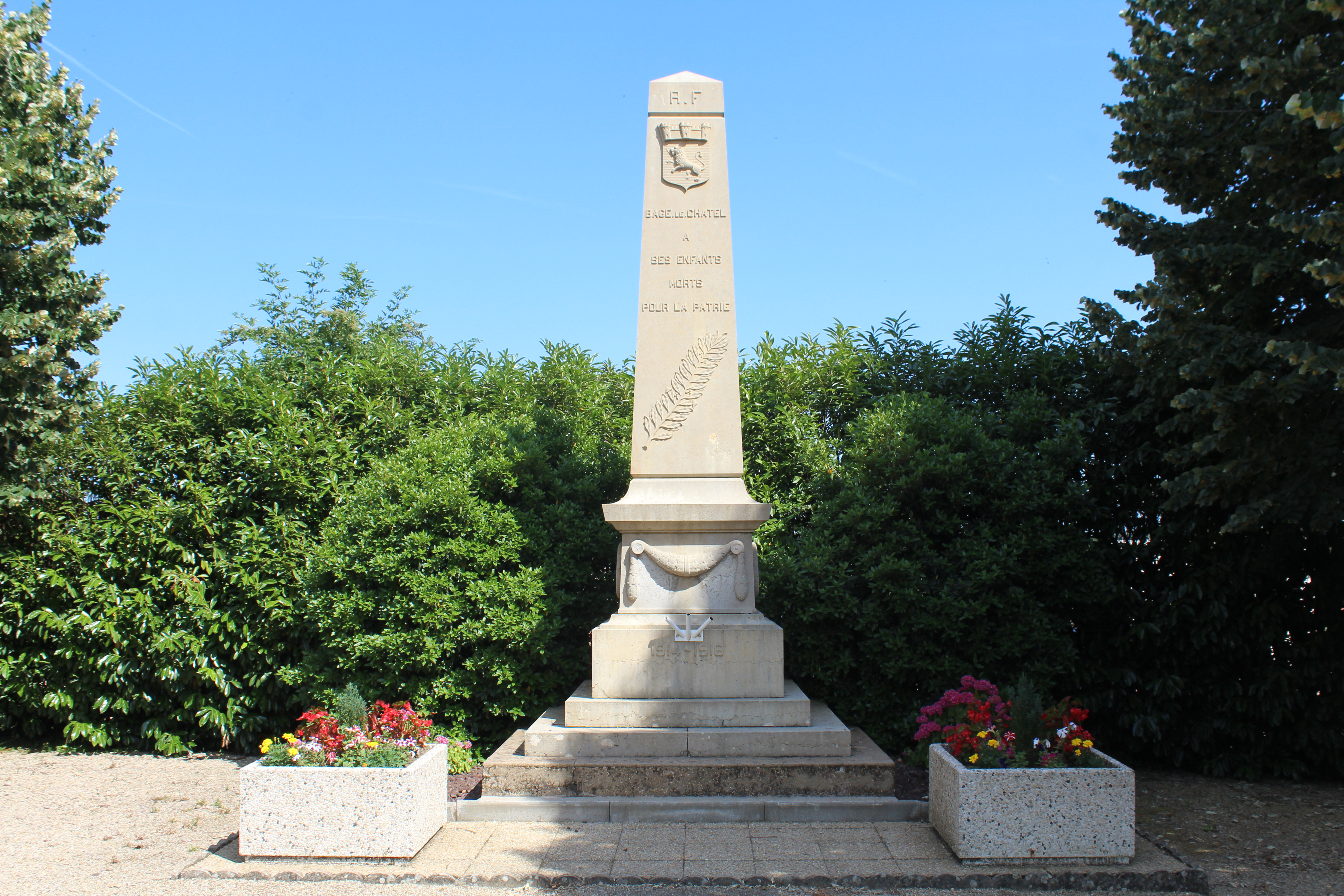
Gefallenendenkmal

## Gemeindepartnerschaft
Seit 1991 pflegt Bâgé-le-Châtel eine Partnerschaft mit der Stadt Bad Waldsee in Baden-Württemberg (Deutschland).